# Garganta con arena
«Garganta con arena» es una canción argentina de estilo tango compuesta por Cacho Castaña en 1993. La canción está dedicada a Roberto "Polaco" Goyeneche, por su característica voz. También ha sido interpretada por Adriana Varela.Es una de las canciones más reconocidas de Cacho Castaña.

## Letra de la canción
La canción es un tributo emotivo a Roberto Goyeneche, por parte de Cacho Castaña.

La lírica de la canción describe a Roberto Goyeneche y el significado que tiene para la comunidad de tango, por su característica voz. En este sentido, la canción hace alusión a la dificultad del tango por la gran sensibilidad que requiere la interpretación, y que Goyeneche fue uno de los intérpretes por excelencia:
Cantar un tango es difícil, porque es un género musical que requiere un gran sentimiento y una capacidad para evocar muy grande, y esto es lo que tenía "El Polaco" Goyeneche, un cantante que marcó un punto y aparte en el tango. Su voz a la que hace referencia la letra de la canción tenía una particularidad muy especial, una tonalidad única que para un tango tiene el mismo impacto que el bandoneón, el instrumento tanguero por excelencia.
En la canción se menciona en el primer verso "Ya ves, el día no amanece, "Polaco" Goyeneche, cantame un tango más." El apodo 'polaco' se refiere al pelo rubio de Goyeneche, pues en realidad no tenía ancestros polacos.
El tango de Castaña también va mencionando a personajes representativos del tango, como a los bandoneonistas Aníbal Troilo y Rubén Juárez. Asimismo menciona el tango «Malena» de Homero Manzi y Lucio Demare.

## Versiones
Cacho Castaña grabó la canción en el álbum Soy un tango, en 1994.Por su parte, Adriana Varela grabó la canción en 1993 y 1996. En 2006, fue grabada por Graciela Siman y el Conjunto Oscar Gatti.
En 2021, el Quinteto La Cuarentena realizó una versión instrumental de la pieza.En ese año, José Mercé y Jesús Reina realizan una versión para voz y violín solistas, que interpretaron en el programa de televisión español, Tierra de talento.
La cantante Claire Delić, realizó una versión de la canción en su disco 12 plagios, en el año 2023.